# Stefan Diez
Pour les articles homonymes, voir Diez.
Stefan Diez, né en 1971 à Freising, est un designer allemand.

## Biographie
Petit-fils et fils de menuisier, Stefan Diez complète une formation classique de menuiserie en 1994. Durant deux ans il travaille comme menuisier à Poona, en Inde. Entre 1996 et 2002 il étudie le design industriel à la Staatliche Akademie der Bildenden Künste de Stuttgart, sous la direction de Klaus Lehmann et de Richard Sapper; dont il deviendra l'assistant en 1998. Il fut ensuite assistant de Konstantin Grcic jusqu'en 2002. Il fonde son propre studio en 2003 et conçoit des objets aux échelles variées.

## Son œuvre
Stefan Diez s'intéresse particulièrement aux caractéristiques des matériaux et des processus de fabrication auquel il est confronté; "Son intérêt pour l'innovation s'est développé autour des matériaux et dans leur transmutation.". 
Ses collaborations, avec notamment des marques prestigieuses telles que Thonet, sont autant d'explorations des techniques traditionnelles et de leur réinterpretations.
Il s'associe avec la marque de mobilier de bureau Wilkhahn et présente en 2010, au terme de 5 ans de recherche et de développement la chaise Chassis, qui deviendra la première assise au monde dérivée d'une technologie jusqu'alors réservée à la mise en forme des carrosseries automobiles. 
En 2008, avec Mirko Borsche et Christian Gärtner, il fut directeur artistique de la marque allemande Authentics.
Depuis 2007, il est professeur de design industriel à la Staatliche Hochschule für Gestaltung Karlsruhe. 

## Principales réalisations
- Ustensiles de cuisine "Genio" et "Shuttle", (2004) Rosenthal-Thomas.
- Ideal House, (2006) Imm Cologne.
- Sacs "Kuvert", (2006) Authentics.
- Chaise "404F", (2007) Thonet.
- Sac "Papier", (2009) Saskia Diez.
- Chaises "Houdini", (2009) E15.
- Système d'étagère "New Order", (2010) Established & Sons.
- Chaise "Chassis", (2010) Wilkhahn.